# 글리세롤 3-인산
sn-글리세롤 3-인산(영어: sn-glycerol 3-phosphate)은 글리세로인지질의 구성 요소인 글리세롤의 인산 에스터이다. 생화학적 맥락에서 동일하게 사용되는 명칭으로는 3-O-포스포노글리세롤(영어: 3-O-phosphonoglycerol), 3-포스포글리세롤(영어: 3-phosphoglycerol), Gro3P 가 있다. 역사적으로 L-글리세롤 3-인산(영어: L-glycerol 3-phosphate), D-글리세롤 1-인산(영어: D-glycerol 1-phosphate), L-α-글리세로인산(영어: L-α-glycerophosphoric acid)으로도 알려져 있다. 글리세롤 3-인산은 유사한 이름을 가진 글리세르산 3-인산 또는 글리세르알데하이드 3-인산과 혼동해서는 안된다.

## 생합성 및 대사
글리세롤 3-인산은 글리세롤 3-인산 탈수소효소에 의해 해당과정의 대사 중간생성물인 다이하이드록시아세톤 인산을 환원시켜서 생성된다. 다이하이드록시아세톤 인산 및 글리세롤 3-인산은 글리세롤신생합성 경로를 통해 아미노산 및 시트르산 회로의 대사 중간생성물로부터 합성될 수 있다.
 + NAD(P)H + H+ →  + NAD(P)+
또한, 글리세롤 3-인산은 지방을 가수분해할 때 생성되는 글리세롤을 글리세롤 키네이스로 인산화하여 생성되며, 해당과정이나 포도당신생합성 경로로 공급될 수 있다.
 + ATP →  + ADP
글리세롤 3-인산은 글리세로지질의 신생합성을 위한 출발 물질이다. 진핵생물에서는 먼저 소포체 막 또는 미토콘드리아 막효소인 글리세롤 3-인산 O-아실트랜스퍼레이스에 의해 sn-1 위치에서 아실화되고, 다른 아실기가 sn-2 위치에 첨가되어 포스파티드산을 생성한다.
 + 아실-CoA → 리소포스파티드산 + CoA
글리세롤 1-포스파테이스는 글리세롤 3-인산의 인산기를 제거하여 글리세롤을 생성하며, 글리세롤 발효가 해당과정을 통해 포도당으로부터 글리세롤을 생성하도록 한다. 많은 미생물, 식물, 포유류가 이 효소를 발현시키는 것으로 나타났다.
 + H2O →  + Pi

## 셔틀 시스템
글리세롤 3-인산 탈수소효소는 미토콘드리아 내막의 막 사이 공간쪽 면과 세포질에 둘 다 존재한다. 글리세롤 3-인산과 다이하이드록시아세톤 인산은 포린을 통해 미토콘드리아 외막을 투과할 수 있고, 두 탈수소효소 사이를 왕복할 수 있다. 이러한 셔틀 시스템을 이용하여 해당과정을 포함한 세포질 대사에 의해 생성된 NADH는 다이하이드록시아세톤 인산을 글리세롤 3-인산으로 환원하는 과정에서 NAD+로 재산화되고, 환원 당량은 글리세롤 3-인산을 결합, 산화시키고, 퀴논을 환원시킴으로써 미토콘드리아 내막을 경계로 H+의 농도 기울기를 생성하는 데 사용할 수 있다.

## 거울상 이성질체
D-글리세롤 3-인산이라고도 하는 글리세롤 1-인산은 글리세롤 3-인산의 거울상 이성질체이다. 대부분의 생명체는 글리세로지질 골격에 3-인산염 또는 L-입체 배치를 사용한다. 반면, 글리세롤 1-인산은 고균 특유의 에터 지질에서 사용된다.

## 같이 보기
- 글리세롤 1-인산
- 글리세롤 2-인산
- 글리세르산 3-인산
- 글리세르알데하이드 3-인산